# Thomas Whipple (Vizegouverneur)
Thomas Whipple (* 18. Juni 1787 in Coventry, Rhode Island; † 7. Juni 1859 ebenda) war ein US-amerikanischer Politiker. Zwischen 1849 und 1851 war er Vizegouverneur des Bundesstaates Rhode Island.
Die Quellenlage über Thomas Whipple ist nicht gut. Über sein Leben jenseits der Politik ist nichts überliefert. Er lebte in Coventry im Kent County. Im Jahr 1849 wurde er an der Seite von Philip Allen zum Vizegouverneur von Rhode Island gewählt. Dieses Amt bekleidete er zwischen 1849 und 1851. Dabei war er Stellvertreter des Gouverneurs und Vorsitzender des Staatssenats. Seine Parteizugehörigkeit ist nicht überliefert. Nach seiner Zeit als Vizegouverneur ist er politisch nicht mehr in Erscheinung getreten. Er starb am 7. Juni 1859 in seinem Geburtsort Coventry.